# Ferdinand-Léon Ménétrier
Pour les articles homonymes, voir Ménétrier.
Léon Ferdinand Menetrier dit Ferdinand-Léon Ménétrier, né à Paris le 4 janvier 1859 et mort à Paris 5e le 30 mai 1880, est un graveur sur pierre et sculpteur français.

## Biographie
Né dans l'ancien 12e arrondissement de Paris d'un père tailleur et d'une mère couturière, Ferdinand-Léon Ménétrier ne doit pas être confondu avec le dessinateur et peintre Joseph Ernest Ménétrier, qui a, tout comme lui, effectué des études en gravure, avant d'être interné à partir de 1876 dans une maison de santé, ni avec l'imprimerie parisienne F. Ménétrier (1888-1900 ?) spécialisée en lithographies, ainsi qu'avec le peintre illustrateur L. Ménétrier (?-?).
Il a d'abord reçu une formation de graveur en médaille auprès du sculpteur-médailleur Louis-Charles Bouvet (1808-1887). Il réside au 14 rue Descartes. Par la suite, il expose au Salon de 1878, un Thésée en camée sur agate, puis l'année suivante, un Guerrier romain inspiré d'un bas-relief antique sur hématite et une épreuve sur cire d'un Démosthène originellement sur sardoine.
Il déménage au 7 passage de l'Industrie et meurt prématurément en 1880.